# Герб Березівського району
Герб Березівського району — офіційний символ Березівського району, затверджений рішенням сесії районної ради.

## Опис
Щит розтятий лазуровим та золотим. На першій частині золотій сніп, на другій — Миколай Чудотворець у лазурових шатах, з лазуровим хрестом у правиці та срібною книгою у лівиці. На лазуровій хвилястій базі два срібних хвилястих нитяних балки. Щит увінчано золотою територіальною короною. З боків щит обрамлено зеленим лавровим вінком. Під щитом — вишитий рушник з написом «Березівський район».